# James William Ellsworth

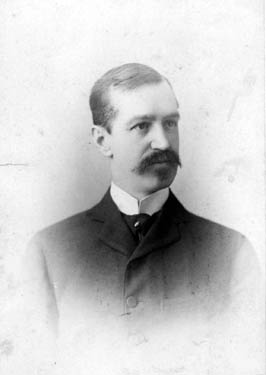
James W. Ellsworth

James William Ellsworth, auch James W. Ellsworth oder James Ellworth (* 13. Oktober 1849 in Hudson; † 2. Juni 1925 in Florenz), war ein amerikanischer Industrieller, Kunstsammler und Mäzen. Die Stadt Ellsworth ist nach ihm benannt. Sein Sohn war der Polarforscher und Flieger Lincoln Ellsworth.

## Leben
Sein Vater war ein wohlhabender Farmer und Makler aus Hudson. Ellsworth studierte am Western Reserve College. 1868 machte er den Abschluss und arbeitete danach als Buchhalter in einer Kohlenhandlung, die er nach fünf Jahren übernehmen konnte. Er wurde Präsident der Union National Bank von Chicago, Direktor bei der Postale Telegraph Cable Company, bei der Baltimore an Ohio Railrod und weiteren Unternehmen. Das Unternehmen erweiterte er mit Kohlenminen in Ohio, Pennsylvania, West Virginia und Virginia sowie Vertriebsbüros in Chicago, New York City und Pittsburgh. Seine nach ihm benannte Kohlemine, die Ellsworth-Mine, war eine der größten der Welt. Von 1896 bis 1898 war er Direktor der Union National Bank von Chicago. Sein einziger Sohn sollte das Unternehmen übernehmen und arbeitet zuerst als Axtman dann als Ingenieur in den Unternehmen wandte sich dann aber der Forschertätigkeit zu.
Er heiratete am 4. November 1874 Eva Frances Butler, Tochter eines Papierfabrikanten aus Chicago. Sie hatten zwei Kinder: Lincoln und Claire. 1888 verstarb seine erste Frau und 1895 heiratete er Julia Clarke Fincke († 1921).
1907 verkaufte er seine Kohlenminen an Bethlehem Steel und erwarb die Villa Palmieri in Fiesole bei Florenz. Hier widmete er sich dem Sammeln von Münzen und mittelalterlicher Kunst. 1911 erwarb er das Schloss Lenzburg für den Kaufpreis von 550'000 Franken, dieses zunächst einzig, um einen historischen Tisch aus der Zeit von Kaiser Barbarossa erhalten zu können, der von dem Besitzer, Augustus Edward Jessup nicht separat verkauft werden mochte.
James Ellsworth war Präsident des Caxton Clubs und des Jekyll Island Clubs. Er war Mitglied der American Numismatic and Archaeological Society (ANAS). Seine umfangreiche Münzsammlung verkaufte er 1923 an George Clapp, der die Sammlung später an die ANAS spendete. Ellsworth sammelte zudem seltene Bücher, chinesisches Porzellan, griechische Statuen und orientalische Altertümer. Die Büchersammlung enthielt auch eine Gutenberg-Bibel. Die gesamte Sammlung verkaufte er für eine Million Dollar an die Firma Knoedler und spendete den Erlös an die Western Reserve Academy, der er seine Bildung verdankte.
1907 war die Stadt Hudson durch einen Großbrand zerstört worden, und er begann ein Projekt für den Wiederaufbau der Stadt, insbesondere seine ehemalige Schule. Auch unterstützte er 1925 Roald Amundsens Flugexpedition zum Nordpol mit 85.000 Dollar, wobei er zu Anfang strikt gegen die Pläne seines Sohnes an einer Teilnahme gewesen war. Er starb am 2. Juni 1925 in dem Glauben, Lincoln und die anderen Teilnehmern der Expedition wären ums Leben gekommen. Diese kehrten aber zwei Wochen später wohlbehalten zurück.